# 콜더 메모리얼 트로피

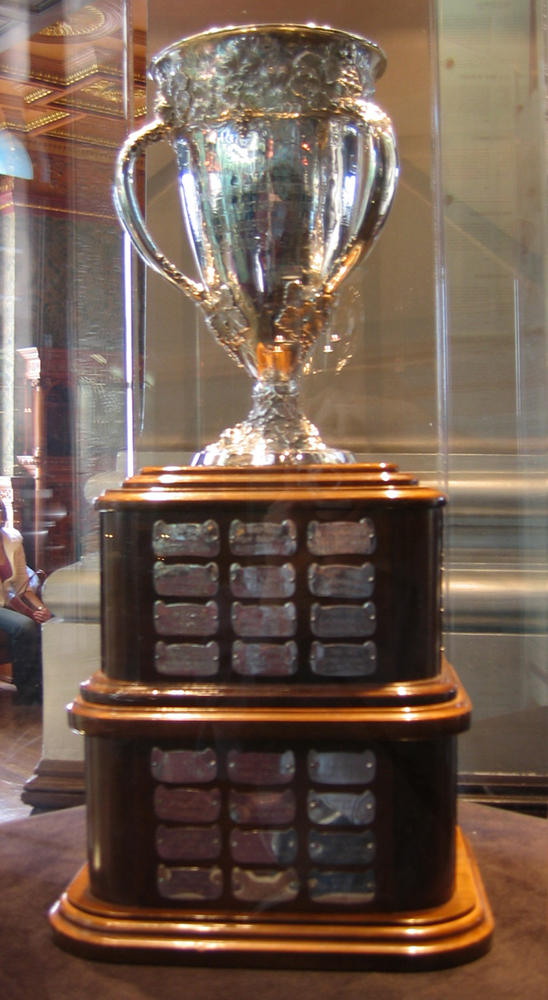
콜더 메모리얼 트로피

콜더 메모리얼 트로피(영어: Calder Memorial Trophy)는 내셔널 하키 리그 (NHL)의 트로피다. 매년 "첫 대회에 가장 능숙한 선수로 선정된 선수"에게 수여된다.